# پورنبا (گمینا لشنگتسا)
پورنبا (به لهستانی:  Poręba) یک روستا در لهستان است که در گمینا لشنگتسا واقع شده‌است.